# Aleksander Białous
Aleksander Białous (ur. 6 stycznia 1953 w Kondratowicach) – kompozytor, aranżer, muzyk współpracujący z Eleni od początku jej kariery.
Muzyk skomponował wiele piosenek Eleni, wśród nich: "Nie lubię płakać nocą", "Za dziesięć lat", "Noworoczny śnieg", "Wiosno-to ja", "Tylko w twoich dłoniach", "Pod żaglami piosenki".
W 1996 r. w uznaniu zasług na rzecz Krajowego Centrum ds. AIDS artysta został przezeń odznaczony Czerwoną Kokardką.